# لوریس لارسن
لوریس لارسن (انگلیسی: Laurits Larsen; ۸ آوریل ۱۸۷۲ – ۲۸ ژوئن ۱۹۴۹) ورزشکار ورزش تیراندازی اهل دانمارک بود.
وی در مسابقات کشوری و بین‌المللی در مجموع برندهٔ ۱ مدال برنز شده‌است.